# 秘密
秘密（ひみつ、英語：secrecy）とは、個人ないしひとつの組織、団体が、外集団に対して公開することのない情報を指す言葉。外部に知られることによる不利益を回避するために用いられることが多い。また、軍や国家などにおいて特別な意味を持つ秘密を機密と呼び、区別する。

## 秘密の種類
- 組織的な秘密
  - 企業秘密 - 主に商品の製法やシステム内容など、直接損益に関わる情報が多い。
  - 国家機密 - 兵器の設計図や軍事・外交プランなど、国防・国益に直結する情報が秘匿される。
- 個人的な秘密
  - プライバシー - 住所や氏名や病歴など、個人を特定される危険性のある情報のほか、身長・体重なども含まれる場合がある。

例
- 国家機密保護法（英語版） - 特定秘密の保護に関する法律
- 隠し通路
- 秘密基地
- 秘密結社
- 貯食行動 - 動物が餌を隠そうとする行動。
- 公然の秘密
- 隠ぺい工作（英語版）

## 情報の漏洩
大抵の場合、秘密とされる内容は外部の人間、つまり秘密を知らない者にとって有益であるか、内部の人間、すなわち当事者にとって不利益であるかの2種に分類される。いずれにしても情報漏洩は秘密を所持する側にとって最も避けねばならないことである。コンピュータネットワークが急速に発達した現代社会において、これらの秘密はデジタルデータに置換され、管理されることが増えた。しかしその結果複製が容易となり、クラッキングによって外部から情報を盗み出されたり、内部のミスによって情報が漏洩するといった事例が急速に増えた。近年では、WinnyやShareといったファイル共有ソフト上のファイルに仕組まれたコンピュータウイルスによる情報の漏洩や、スキミングによるクレジットカードの個人情報コピーなどが問題となっている。（⇒「情報漏洩」も参照。）

### セキュリティ
こうしたことから、企業や個人単位でのセキュリティ意識の向上は最重要事項ともいえる。コンピュータであれば、アンチウイルスソフトやアンチスパイウェアソフトの導入、郵便物書類等であれば、シュレッダーや焼却といった物理的な処理など、情報を取り扱う際には細心の注意を払う習慣をつけることが必要である。
また、コンピュータの補助記憶装置で扱われるデータは、「消去した」という情報をTOC領域に付加して、表面的に見えない状態にしただけのものであり、市販ソフトやデータレスキューサービスで、元の状態に復元出来るため注意が必要である。

## 秘密の暴露
- 暴露話
- 暴露ウイルス
- 秘密の暴露、ウィキリークス

## 文化
- 三猿 - 見ざる、言わざる、聞かざる
- 王様の耳はロバの耳
- sub rosa（英語版） - 「バラの下で」を意味するラテン語でスブ・ロサーと読む。ローマ神話などで沈黙の神ハルポクラテスへの贈り物にバラが用いられたという神話が由来で秘密をバラさないことを示すシンボルとなった。フランス語で、Découvrir le pot aux roses （バラの鉢を発見する）という慣用句は、真実の発見を意味する。
- Curiosity killed the cat（英語版） - 好奇心は猫を殺す。
- Loose lips sink ships（英語版） - おしゃべりは船を沈める。第二次世界大戦で秘密をしゃべらないように宣伝が行われた。